# Masatoshi Nakamura
Masatoshi Nakamura (中村 雅俊, Nakamura Masatoshi), né le 1er février 1951 à Onagawa, préfecture de Miyagi, est un acteur et chanteur japonais.

## Filmographie

### Acteur

#### Cinéma
- 1973 : Operation Hong Kong : Kumada (en tant que Satoshi Nakamura)
- 1977 : C'est dur d'être un homme : L'Entremetteur (男はつらいよ 寅次郎頑張れ!, Otoko wa tsurai yo: Torajirō ganbare!?) de Yōji Yamada : Ryōsuke Shimada
- 1980 : Nippon keishichô no haji to iwareta futari: keiji chindôchû
- 1984 : Nezumi Kozô kaitô den
- 1987 : This Story of Love : Tachibana
- 1990 : Bakayarô! 3: Henna yatsura : Norio Nakajima (Episode 3)
- 1992 : Yonigeya hompo
- 1993 : Yonigeya hompo 2 : Masahiko Genji
- 2001 : Hashire! Ichiro : Ichikawa Ichiro
- 2005 : Hinokio : Kaoru Iwamoto
- 2007 : American Pastime : Kaz Nomura
- 2008 : Fukemon
- 2008 : Sora e: Sukui no tsubasa resukyû uingusu : Capitaine Iijima
- 2009 : 60-sai no rabu retâ
- 2010 : Bushi no kakeibo
- 2010 : Leonie : Toshu Senda
- 2010 : Ren'ai gikyoku: Watashi to koi ni ochitekudasai : Toshimasa Nakamura
- 2011 : Yoake no machi de : Tatsuhiko Nakanishi
- 2012 : Crimes de guerre : Prince Konoe
- 2013 : Bushi no kondate : Narrator (voix)
- 2013 : Nazotoki wa dinâ no ato de : Todo-san
- 2017 : Ichiyasainarimei
- 2018 : Kita no sakuramori
- 2024 : Touch - Nos étreintes passées : Kutaragi-san

#### Télévision

##### Séries télévisées
- 1975 : Oretachi no kunshô : Takahisa
- 1977 : Kashin
- 1981 : Himawari no uta
- 1986 : Byakkotai : Sakamoto Ryoma
- 1989 : Kasugano Tsubone
- 1993 : Aijô monogatari : Shuhei
- 1999 : Yonigeya hompo : Masahiko genji
- 2004 : Aijou ippon : Tadashi Akira Natsuyagi
- 2006 : Jirô chô seoi fuji
- 2010 : Tokujo kabachi!! : Ono Isamu
- 2012 : Tsumiki kuzushi: Saishûshô : Nobuyuki azumi
- 2013 : Asaki yumemishi - yaoya oshichi ibun
- 2014 : Tokyo Scarlet: Keishichô NS Gakari : Juzo iwai
- 2015 : Kaze no Tôge: Ginkan no Fu
- 2015 : Oedo Jikenchô Bimi de Sôrô

##### Téléfilms
- 1981 : Kyukei no koya
- 1997 : Tôsan wa mori ni kakureru : Haruo Sawai
- 2000 : Chiisana eki de oriru
- 2002 : Tazutazushi : Kensaku
- 2003 : Yûkaisha no seion: Sono asa omae wa nani wo mita ka
- 2005 : Misora Hibari tanjô monogatari: Odeko to odeko ga butsukatte : Masukichi Katô
- 2008 : Dansou no reijin
- 2009 : Senryokugai tsûkoku
- 2010 : Ashita mo mata ikite ikô
- 2010 : Gekai Suma Hisayoshi : Ishii
- 2011 : Tasogare ryuuseigun: C-46 seiun
- 2012 : 3.11 Sono hi Ishinomaki de nani ga okitanoka - 6 mai no kabe shimbun : Ohmi
- 2014 : Kagemusha Tokugawa Ieyasu
- 2014 : Ryûhyô no Yakai
- 2014 : Tsumatachi no shinkansen

### Parolier

#### Cinéma
- 2007 : American Pastime
- 2007 : Big Man Japan

## Vie privée
En 2009, son fils a été arrêté pour possession de drogue.